# Chamsi Asadullayev
Chamsi Asadullayev (en azéri : Şəmsi Əsədullayev, né en 1840 dans le village d'Amirdjan, à Bakou, et mort le 21 avril 1913 à Yalta) est un magnat du pétrole, multimillionnaire, personne publique azerbaïdjanaise.

## Jeunesse
Chamsi Asadullayev comme de nombreux millionnaires de Bakou, est issu d'une famille pauvre. Il aide son père aux récoltes, transporte les céréales à la charrette. À cette époque, les principaux champs de céréales du peuple Amirjan se trouvent sur les terres de Surakhani. En raison du développement de l'industrie pétrolière au début du XIXe siècle, une partie importante de ces terres était achetée à bas prix par Kokorev et Gubonin, des marchands russes engagés dans l'extraction de pétrole et le raffinage du kérosène à Surakhani. Ils ont construit une usine de transformation de kérosène à Surakhani, près de l'Ateshgah. En 1860, Ch. Asadullayev occupe le poste de directeur des affaires sous Kokorev. Après un certain temps, il s'est impliqué dans la production de pétrole et de sel.

## Activité indépendante
Après avoir gagné beaucoup d'argent pendant 15 ans, il quitte le contrat et ouvre une usine de kérosène. Dans les années 1890, il forme une entreprise avec plusieurs ouvriers du pétrole. Il est le premier parmi les capitalistes pétroliers de Bakou à transporter le pétrole via la mer Caspienne. En 1891 il commande un bateau à voile et à vapeur pour exporter le pétrole vers le marché russe. En 1874, il ouvre un bureau de production pétrolière aux méthodes primitives avec un petit capital. Déjà en 1893, ce petit bureau devient une compagnie pétrolière du nom de Chamsi Asadullayev, travaillant avec de nouvelles méthodes technologiques.

## Magnat du pétrole
Chamsi Asadullayev qui a 500 manats en 1893, possède déjà 10 millions de manats en 1913. Il est propriétaire de 37 plates-formes pétrolières, des ateliers mécaniques et des raffineries à Sabuntchu, Surakhani et Ramana, ainsi que d'un navire transportant du pétrole et des produits pétroliers dans la mer Caspienne. Il était propriétaire d'un grand bien immobilier à Moscou. En 1895, la fontaine du pétrole se découvre sur sa terre. C’était l'une des fontaines les plus célèbres de l'histoire de l'industrie pétrolière de Bakou.

## Activité caritative
Chamsi Asadullayev accordait une attention particulière à la science et à la culture, parrainait l'étude de dizaines de jeunes azerbaïdjanais en Allemagne, en France, à Varsovie, à Kazan, à Kiev, à Moscou, à Odessa, à Saint-Pétersbourg et à Kharkov. Institute pédagogique Alexandre à Tbilissi fonctionnait à ses frais. Il y crée deux bourses d’étudiant nommées de son nom. Après avoir déménagé à Moscou, il étend son travail éducatif et caritatif et ouvre des écoles pour les enfants pauvres.

## Le palais de Chamsi Assadoullayev
Le palais de Chamsi Assadullayev, ou palais du roi du pétrole, est un bâtiment de type palais situé à Bakou, capitale de l'Azerbaïdjan.
Par décision n° 132 du Conseil des ministres de la République d'Azerbaïdjan du 2 août 2001, le bâtiment a été inscrit sur la liste des monuments historiques et culturels immobiliers d'importance locale.
Le palais est construit en 1896 selon les plans de l'architecte Ivan Edel, sur ordre de Chamsi Assadoullaïev, l'un des industriels pétroliers et millionnaires de Bakou. Le bâtiment est situé à l'intersection des rues Mardanov Qardachlari (Prachnaya), Tolstoï (Gimnasicheskaya) et Azi Aslanov (Karantinnaya).
Comme Chamsi Assadoullayev était surnommé le « roi du pétrole et du kérosène », le palais était souvent appelé « palais du roi du pétrole ». Le siège social de ses entreprises se trouvait au rez-de-chaussée de ce bâtiment.
L'écrivaine Banine, petite-fille de Shamsi Assadullayev, écrivaine azerbaïdjanaise qui vit et travaille plus tard en France, grandit également dans ce palais. Selon ses mémoires, après l'occupation soviétique, le palais était confisqué et leur famille ne disposait que de deux pièces.
Après la restauration de l'indépendance de l'Azerbaïdjan, par décision n° 132 du Cabinet des ministres de la République d'Azerbaïdjan du 2 août 2001, le bâtiment est inscrit sur la liste des monuments historiques et culturels immobiliers d'importance locale.

## Architecture
Le plan du bâtiment, situé à l'intersection de trois rues, met particulièrement en valeur les angles semi-circulaires surmontés d'une coupole. Les bâtiments en angle sont fréquents dans les œuvres d'Edel. Le bâtiment est de style classique et comporte de nombreux balcons ornés de grandes consoles en pierre.
Après la construction, le rez-de-chaussée du palais abritait les bureaux. 